# Марокко на летних Олимпийских играх 2012
Марокко на летних Олимпийских играх 2012 было представлено 72 спортсменами в 12 видах спорта.

## Медалисты

### Бронза
| Бронза |                  |                                               |
| №      | Спортсмены       | Вид спорта (дисциплина)                       |
| 1      | Игидер, Абалаати | Лёгкая атлетика (мужчины, бег на 1500 метров) |

## Состав и результаты олимпийской сборной Марокко

### Бокс
Мужчины
| Соревнование      | Спортсмены                    | 1-й раунд                   | 2-й раунд                        | Четвертьфинал        | Полуфинал            | Финал                | Место                |
| Соревнование      | Спортсмены                    | Соперник Результат          | Соперник Результат               | Соперник Результат   | Соперник Результат   | Соперник Результат   | Место                |
| ----------------- | ----------------------------- | --------------------------- | -------------------------------- | -------------------- | -------------------- | -------------------- | -------------------- |
| до 49 кг          | Абдельали Дараа               | Томас Эссомба (CMR) П 10-13 | Завершил выступление             | Завершил выступление | Завершил выступление | Завершил выступление | Завершил выступление |
| до 56 кг          |                               |                             |                                  |                      |                      |                      |                      |
| Абубакр Лбида     | Ибрагим Балла (AUS) П 16-16+  | Завершил выступление        | Завершил выступление             | Завершил выступление | Завершил выступление | Завершил выступление |                      |
| до 64 кг          |                               |                             |                                  |                      |                      |                      |                      |
| Абдельхак Аатакни | Ришарно Колен (MRI) П 10:16   | Завершил выступление        | Завершил выступление             | Завершил выступление | Завершил выступление | Завершил выступление |                      |
| до 69 кг          |                               |                             |                                  |                      |                      |                      |                      |
| Мехди Халси       | Ясухиро Судзуки (JPN) П 13:14 | Завершил выступление        | Завершил выступление             | Завершил выступление | Завершил выступление | Завершил выступление |                      |
| до 75 кг          |                               |                             |                                  |                      |                      |                      |                      |
| Бадреддин Хаддиуи | Аббос Атоев (UZB) П 9:11      | Завершил выступление        | Завершил выступление             | Завершил выступление | Завершил выступление | Завершил выступление |                      |
| до 81 кг          |                               |                             |                                  |                      |                      |                      |                      |
| Ахмед Барки       | Мэн Фаньлун (CHN) П 8:17      | Завершил выступление        | Завершил выступление             | Завершил выступление | Завершил выступление | Завершил выступление |                      |
| свыше 91 кг       |                               |                             |                                  |                      |                      |                      |                      |
| Мохамед Арджауи   |                               | Блез Епму (CMR) В 15-6      | Роберто Каммарелле (ITA) П 11:12 | Завершил выступление | Завершил выступление | Завершил выступление |                      |

Женщины
| Соревнование | Спортсмены    | Первый раунд       | Второй раунд                 | Четвертьфинал         | Полуфинал             | Финал                 | Место                 |
| Соревнование | Спортсмены    | Соперник Результат | Соперник Результат           | Соперник Результат    | Соперник Результат    | Соперник Результат    | Место                 |
| ------------ | ------------- | ------------------ | ---------------------------- | --------------------- | --------------------- | --------------------- | --------------------- |
| до 60 кг     | Махжуба Убтил |                    | Адриана Араужо (BRA) П 12:16 | Завершила выступление | Завершила выступление | Завершила выступление | Завершила выступление |

### Велоспорт
Спортсменов —

#### Шоссейный велоспорт
Мужчины
| Соревнование     | Спортсмены | Время | Место |
| ---------------- | ---------- | ----- | ----- |
| групповая гонка  |            |       |       |
|                  |            |       |       |
|                  |            |       |       |
| раздельная гонка |            |       |       |

### Водные виды спорта

#### Плавание
Спортсменов —
В следующий раунд на каждой дистанции проходят лучшие спортсмены по времени, независимо от места занятого в своём заплыве.
Женщины
| Соревнование | Спортсмен | Предварительный раунд | Предварительный раунд | Полуфинал | Полуфинал | Финал     | Финал |
| Соревнование | Спортсмен | Результат             | Место                 | Результат | Место     | Результат | Место |
| ------------ | --------- | --------------------- | --------------------- | --------- | --------- | --------- | ----- |
| 200 м брасс  |           |                       |                       |           |           |           |       |

### Гребля на байдарках и каноэ
Спортсменов —

#### Гребной слалом
Женщины
| Соревнование | Спортсмены | Предварительный этап | Предварительный этап | Полуфиналы | Полуфиналы | Финал | Финал |
| Соревнование | Спортсмены | Время                | Место                | Время      | Место      | Время | Место |
| ------------ | ---------- | -------------------- | -------------------- | ---------- | ---------- | ----- | ----- |
| Б-1          |            |                      |                      |            |            |       |       |

### Дзюдо
Спортсменов — 4
Соревнования по дзюдо проводились по системе на выбывание. Утешительные встречи проводились между спортсменами, потерпевшими поражение в четвертьфинале турнира. Победители утешительных встреч встречались в схватке за 3-е место со спортсменами, проигравшими в полуфинале в противоположной половине турнирной сетки.
Мужчины
| Категория    | Спортсмены    | 1/32 финала        | 1/16 финала                               | 1/8 финала           | Четвертьфинал        | Полуфинал            | Финал                | Место |
| Категория    | Спортсмены    | Соперник Результат | Соперник Результат                        | Соперник Результат   | Соперник Результат   | Соперник Результат   | Соперник Результат   | Место |
| ------------ | ------------- | ------------------ | ----------------------------------------- | -------------------- | -------------------- | -------------------- | -------------------- | ----- |
| до 60 кг     | Яссин Мудатир | Не участвовал      | Вальттери Йоккинен (FIN) пор. 0000 - 1000 | Завершил выступление | Завершил выступление | Завершил выступление | Завершил выступление | 17    |
| до 81 кг     |               | Не участвовал      |                                           |                      |                      |                      |                      |       |
| свыше 100 кг |               |                    |                                           |                      |                      |                      |                      |       |

Женщины
| Категория | Спортсмены | 1/16 финала        | 1/8 финала         | Четвертьфинал      | Полуфинал          | Финал              | Место |
| Категория | Спортсмены | Соперник Результат | Соперник Результат | Соперник Результат | Соперник Результат | Соперник Результат | Место |
| --------- | ---------- | ------------------ | ------------------ | ------------------ | ------------------ | ------------------ | ----- |
| до 63 кг  |            |                    |                    |                    |                    |                    |       |

### Конный спорт

#### Выездка
| Соревнование              | Спортсмены | Большой Приз | Большой Приз | Переездка Большого Приза | Переездка Большого Приза | КЮР Большого Приза | КЮР Большого Приза | Всего     | Всего |
| Соревнование              | Спортсмены | Результат    | Место        | Результат                | Место                    | Результат          | Место              | Результат | Место |
| ------------------------- | ---------- | ------------ | ------------ | ------------------------ | ------------------------ | ------------------ | ------------------ | --------- | ----- |
| Индивидуальное первенство |            |              |              |                          |                          |                    |                    |           |       |

### Лёгкая атлетика
Женщины
Беговые дисциплины
| Дисциплина                         | Спортсмен        | Предварительный раунд | Предварительный раунд | Предварительный раунд | Четвертьфиналы | Четвертьфиналы | Четвертьфиналы | Полуфиналы    | Полуфиналы    | Полуфиналы    | Финал                 | Финал                 |
| Дисциплина                         | Спортсмен        | Забег                 | Время                 | Место                 | Забег          | Время          | Место          | Забег         | Время         | Место         | Время                 | Место                 |
| ---------------------------------- | ---------------- | --------------------- | --------------------- | --------------------- | -------------- | -------------- | -------------- | ------------- | ------------- | ------------- | --------------------- | --------------------- |
| бег на 3000 метров с препятствиями | Кальтум Буасария | 3                     | 9:58,77               | 10                    | не проводится  | не проводится  | не проводится  | не проводится | не проводится | не проводится | завершила выступление | завершила выступление |

### Тхэквондо
Спортсменов — 3
Женщины
| Соревнование | Спортсмен     | Турнир       | 1/8 финала         | Четвертьфинал      | Полуфинал          | Финал              |
| Соревнование | Спортсмен     | Турнир       | Соперник Результат | Соперник Результат | Соперник Результат | Соперник Результат |
| ------------ | ------------- | ------------ | ------------------ | ------------------ | ------------------ | ------------------ |
| до 80 кг     | Иссам Шернуби | За 1-е место |                    |                    |                    |                    |
| до 80 кг     | Иссам Шернуби | За 3-е место |                    |                    |                    |                    |

Женщины
| Соревнование | Спортсмен     | Турнир       | 1/8 финала         | Четвертьфинал      | Полуфинал          | Финал              |
| Соревнование | Спортсмен     | Турнир       | Соперник Результат | Соперник Результат | Соперник Результат | Соперник Результат |
| ------------ | ------------- | ------------ | ------------------ | ------------------ | ------------------ | ------------------ |
| до 49 кг     | Санаа Атарбур | За 1-е место |                    |                    |                    |                    |
| до 49 кг     | Санаа Атарбур | За 3-е место |                    |                    |                    |                    |
| свыше 67 кг  | Виам Дислам   | За 1-е место |                    |                    |                    |                    |
| свыше 67 кг  | Виам Дислам   | За 3-е место |                    |                    |                    |                    |

### Фехтование
Спортсменов — 2
В индивидуальных соревнованиях спортсмены сражаются три раунда по три минуты, либо до того момента, как один из спортсменов нанесёт 15 уколов. Если по окончании времени в поединке зафиксирован ничейный результат, то назначается дополнительная минута до «золотого» укола.
Мужчины
| Соревнование          | Спортсмены        | 1/32 финала        | 1/16 финала               | 1/8 финала           | Четвертьфиналы       | Полуфиналы           | Финал матч за 3-е место | Место |
| Соревнование          | Спортсмены        | Соперник Результат | Соперник Результат        | Соперник Результат   | Соперник Результат   | Соперник Результат   | Соперник Результат      | Место |
| --------------------- | ----------------- | ------------------ | ------------------------- | -------------------- | -------------------- | -------------------- | ----------------------- | ----- |
| Индивидуальная шпага  | Абдель Аль-Хауари |                    | Геза Имре (HUN) пор. 8:15 | Завершил выступление | Завершил выступление | Завершил выступление | Завершил выступление    | 17    |
| Индивидуальная рапира |                   |                    |                           |                      |                      |                      |                         |       |

### Футбол
Спортсменов — 18

#### Мужчины
Состав команды
| №                | Имя                     | Клуб              | Дата рождения    | Возраст | Игр     | Голов   |
| Вратари          | Вратари                 | Вратари           | Вратари          | Вратари | Вратари | Вратари |
| ---------------- | ----------------------- | ----------------- | ---------------- | ------- | ------- | ------- |
| 1                | Мохамед Амсиф           | Аугсбург          | 7 февраля 1989   | 23      | 3       | -3      |
| 18               | Яссин Буну              | Атлетико Мадрид Б | 7 апреля 1991    | 21      | 0       | 0       |
| Защитники        |                         |                   |                  |         |         |         |
| 2                | Абделатиф Ноусир        | ФЮС               | 20 февраля 1990  | 22      | 3       | 0       |
| 3                | Мохамед Абархун         | Атлетик           | 3 мая 1989       | 23      | 3       | 0       |
| 4                | Абдельхамид аль-Каутари | Монпелье          | 17 марта 1990    | 22      | 2       | 0       |
| 5                | Закария Бергдич         | Ланс              | 7 января 1989    | 23      | 1       | 0       |
| 14               | Зухаир Феддал           | Эспаньол Б        | 1 января 1989    | 23      | 2       | 0       |
| 16               | Яссин Джеббур           | Ренн              | 24 августа 1991  | 20      | 3       | 0       |
| Полузащитники    |                         |                   |                  |         |         |         |
| 6                | Имад Найя               | ПСВ               | 19 февраля 1991  | 21      | 2       | 0       |
| 8                | Дрисс Фетуи             | Истр              | 30 сентября 1989 | 22      | 3       | 0       |
| 10               | Абдель Баррада          | Хетафе            | 19 мая 1989      | 23      | 3       | 1       |
| 12               | Омар Эль-Каддури        | Брешиа            | 21 августа 1990  | 21      | 2       | 0       |
| 13               | Хуссин Харджа*          | Аль-Араби         | 9 ноября 1982    | 29      | 2       | 0       |
| 15               | Раян Фрикеш             | Анже              | 9 октября 1991   | 20      | 0       | 0       |
| Нападающие       |                         |                   |                  |         |         |         |
| 7                | Закария Лабьяд          | Спортинг Лиссабон | 9 марта 1993     | 19      | 3       | 1       |
| 9                | Нордин Амрабат*         | Кайсериспор       | 31 марта 1987    | 25      | 3       | 0       |
| 11               | Суфьен Бидауи           | Льерс             | 20 апреля 1990   | 22      | 3       | 0       |
| 17               | Суфьян Эль Хасснауи     | Де Графсхап       | 28 октября 1989  | 22      | 2       | 0       |
| Главный тренер   |                         |                   |                  |         |         |         |
| Флаг Нидерландов | Пим Вербек              | Пим Вербек        | 12 марта 1956    | 56      |         |         |

Результаты
Группа D
|   | Команда  | И | В | Н | П | ГЗ | ГП | +/- | Очки |
| - | -------- | - | - | - | - | -- | -- | --- | ---- |
| 1 | Япония   | 3 | 2 | 1 | 0 | 2  | 0  | +2  | 7    |
| 2 | Гондурас | 3 | 1 | 2 | 0 | 3  | 2  | +1  | 5    |
| 3 | Марокко  | 3 | 0 | 2 | 1 | 2  | 3  | -1  | 2    |
| 4 | Испания  | 3 | 0 | 1 | 2 | 0  | 2  | -2  | 1    |

| 26 июля 2012 12:00 UTC+1 | \| Гондурас \| 2:2 (0:1) Отчёт \| Марокко \| \| Бенгтсон 56′, 65′ (пен.) \| Голы \| Баррада 39′ · Лабьяд 67′ \| | Стадион: Хэмпден Парк, Глазго Зрителей: 23 421 Судья: Павел Краловец |
| Гондурас                 | 2:2 (0:1) Отчёт                                                                                                 | Марокко                                                              |
| Бенгтсон 56′, 65′ (пен.) | Голы | Баррада 39′ · Лабьяд 67′                                             |

| 29 июля 2012 19:45 UTC+1 | \| Япония \| 1:0 (0:0) Отчёт \| Марокко \| \| Нагаи 84′ \| Голы \| \| | Стадион: Сент-Джеймс Парк, Ньюкасл Зрителей: 24 936 Судья: Свейн Оддвар Моэн |
| Япония                   | 1:0 (0:0) Отчёт                                                       | Марокко                                                                      |
| Нагаи 84′                | Голы                                                                  |                                                                              |

| 1 августа 2012 17:00 UTC+1 | \| Испания \| 0:0 (0:0) Отчёт \| Марокко \| | Стадион: Олд Траффорд, Манчестер Зрителей: 35 973 Судья: Бен Уильямс |
| Испания                    | 0:0 (0:0) Отчёт                             | Марокко                                                              |